# Klein Wierum
Klein Wierum of Klei Wierum is een voormalig gehucht met tegenwoordig nog slechts één boerderij op een wierde in de gemeente Eemsdelta in de Nederlandse provincie Groningen. Het ligt aan de zeedijk ten noordoosten van Holwierde, ten noorden van Nansum en ten zuiden van Garbendeweer. De wierde heeft een maximumhoogte (westzijde) van ongeveer 1,37 meter (meting 1984), die afloopt tot circa 1 meter in het oostelijke deel.
Direct ten westen ligt het langgerekte gehucht Uiteinde (met als oostelijkste boerderij Eissingeheem uit 1951), ten zuiden de monumentale boerderij Oldenbosch (1884) en ten noorden een aardgaslocatie.

## Geschiedenis
De wierde dateert uit de late ijzertijd of Romeinse tijd en vormt onderdeel van een rij van wierden die zich uitstrekt van Bierum via Uiteinde naar Klein Wierum. In Klein Wierum bevond zich vermoedelijk een voorwerk (kloosterboerderij) van het Klooster Bloemhof te Wittewierum. De kloosterkroniek vermeldt in 1216 een voorwerk bij de Eems (secus Emesam). Later kwam dit voorwerk Claywerum in handen van het klooster Palmar. Na de opheffing van dat klooster in 1447 kwam het terug aan Wittewierum. Bij de Reductie van 1594 werd het door de provincie Stad en Lande in beslag genomen.
Tot 1945 stonden drie boerderijen op de wierde, die allen zwaar werden getroffen of afbrandden tijdens de strijd om de Batterie Nansum gedurende de bevrijding van Delfzijl. Sindsdien staat er nog slechts één boerderij (herbouwd tussen 1949 en 1950). De andere boerenerven zijn omgeploegd tot bouwland en liggen direct ten westnoordwesten en ten oostzuidoosten van de bestaande boerderij. De oostelijke verdwenen boerderij stond op de plek van het vroegere voorwerk. De westelijke lag op een aparte wierde. Ten noorden van de weg lag vroeger een dobbe.
Bij boringen in 1986 en 1997 zijn inheems-Romeinse en laatmiddeleeuwse scherven gevonden. Bij het ploegen van het land zijn door een boer kloostermoppen aangetroffen.

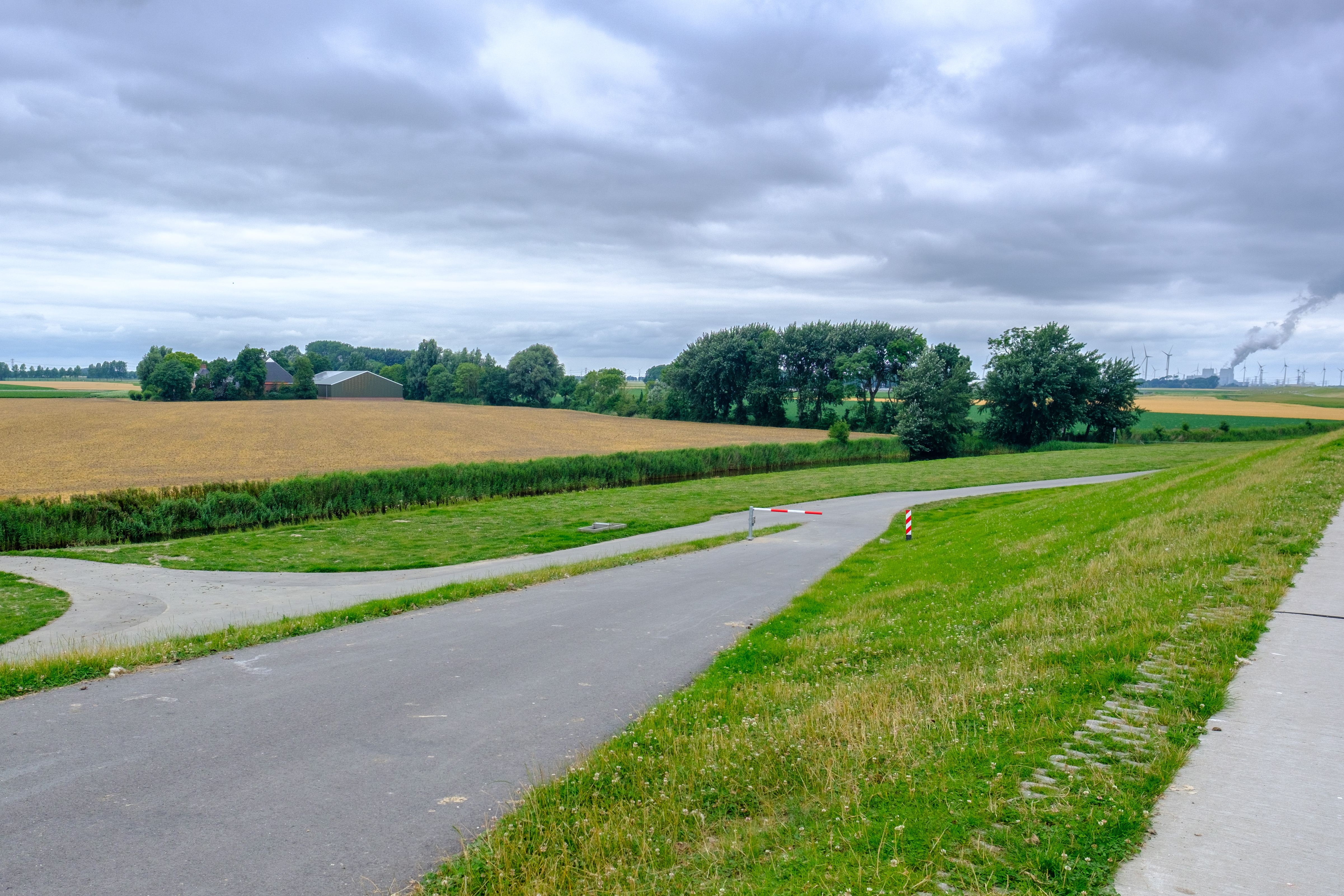
Klein Wierum vanuit het zuiden gezien
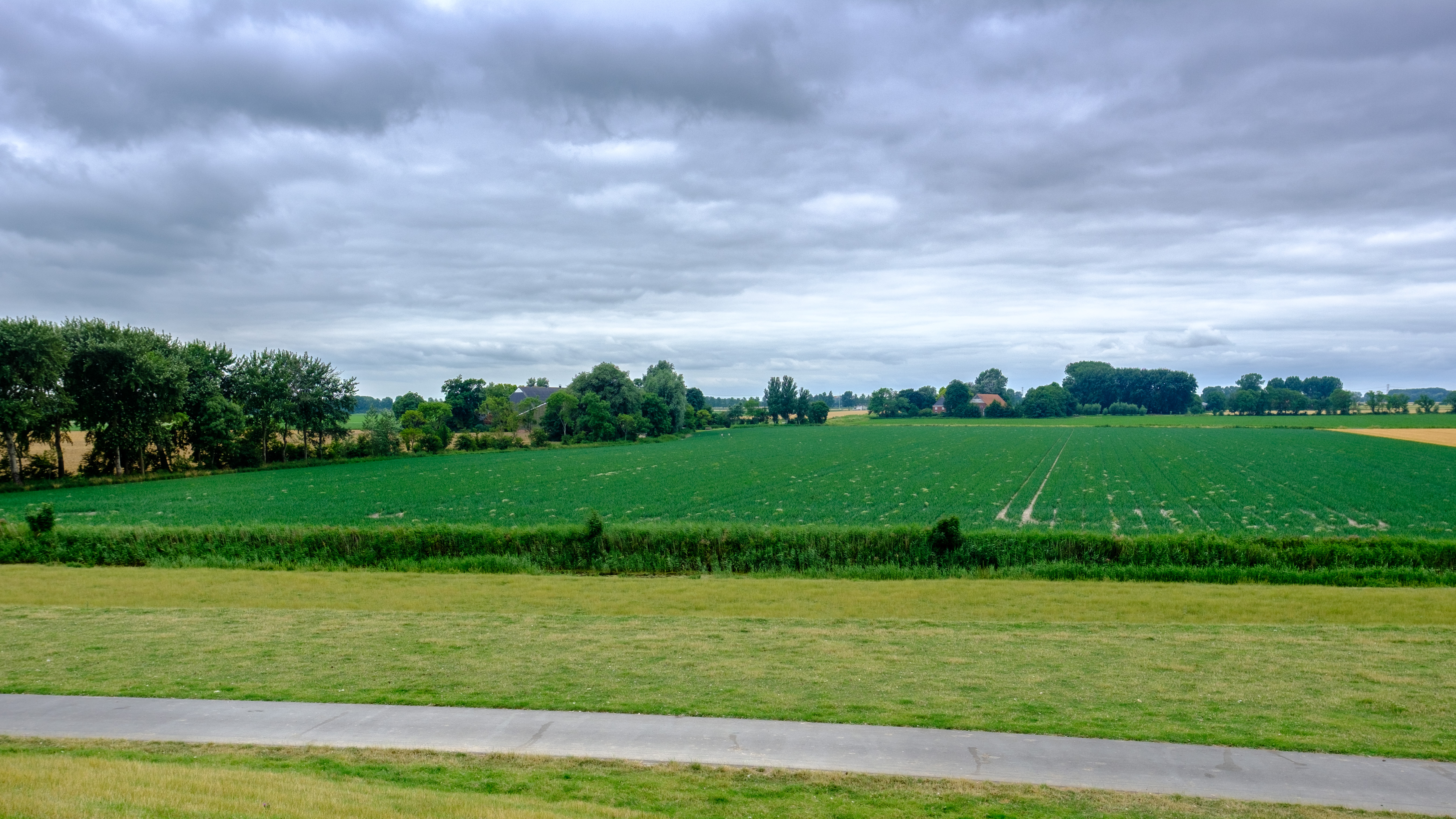
Klein Wierum links en Uiteinde op de achtergrond vanuit het oosten gezien

Groningen: Steden en dorpen      Nederland: Provincies · Gemeenten